# Jumi Tomeiová
Jumi Tomeiová (japonsky 東明 有美, * 1. června 1972 Gifu) je bývalá japonská fotbalistka.

## Reprezentační kariéra
Za japonskou reprezentaci v letech 1993 až 1999 odehrála 43 reprezentačních utkání. Byla členkou japonské reprezentace i na Mistrovství světa ve fotbale žen 1995, 1999 a Letních olympijských hrách 1996.

## Statistiky
| Japonsko | Japonsko | Japonsko |
| Roky     | Záp.     | Góly     |
| -------- | -------- | -------- |
| 1993     | 2        | 2        |
| 1994     | 6        | 0        |
| 1995     | 8        | 3        |
| 1996     | 9        | 0        |
| 1997     | 6        | 1        |
| 1998     | 6        | 0        |
| 1999     | 6        | 0        |
| Celkem   | 43       | 6        |

## Úspěchy

### Reprezentační
- Mistrovství Asie:  1995;  1993, 1997